# Sinostrangalis elegans
Sinostrangalis elegans är en skalbaggsart som först beskrevs av Friedrich F. Tippmann 1955.  Sinostrangalis elegans ingår i släktet Sinostrangalis och familjen långhorningar. Inga underarter finns listade i Catalogue of Life.